# Commercial Orbital Transportation Services

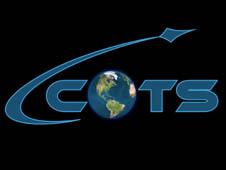
Logo programu

Commercial Orbital Transportation Services (Komerční orbitální dopravní služby) byl program americké kosmické agentury NASA zaměřený na koordinaci vývoje kosmických lodí pro dopravu posádky a nákladu na Mezinárodní vesmírnou stanici soukromými společnostmi. Na financování programu, díky němuž vznikly dvě nové nákladní kosmické lodi i s nosnými raketami, NASA v letech 2006 – 2013 vynaložila 788 milionů dolarů.

## Historické souvislosti
NASA získala pověření hledat možnosti komerčních letů do vesmíru zákonem o komerčních kosmických letech z roku 1984 (Commercial Space Launch Act of 1984) a zákonem o nákupu startovacích služeb z roku 1990 (Launch Services Purchase Act of 1990).
Agentura začala zkoumat možné služby pro vesmírnou stanici prostřednictvím předběžných studií shrnutých v iniciativě Alternativní přístup ke stanici (Alternative Access to Station, ASS), během nichž dospěla k závěru, že bez cenově dostupných komerčních orbitálních dopravních služeb nezbude agentuře dostatek prostředků na dosažení cílů její Vize pro výzkum vesmíru. V roce 2005 tehdejší ředitel NASA Michael D. Griffin prohlásil: „Jsme přesvědčeni, že když zapojíme motor hospodářské soutěže, budou tyto služby poskytovány nákladově efektivněji, než když to musí dělat vláda.“
NASA současně čelila hrozící závislosti na již provozovaných nebo připravovaných ruských, evropských a japonských bezpilotních zásobovacích lodích Progress, ATV a HTV poté, co byl v lednu 2004 americkým prezidentem Georgem W. Bushem oznámen plán vyřazení amerických raketoplánů Space Shuttle z provozu po dokončení Mezinárodní vesmírné stanice.

## Vývoj programu
Agentura se proto rozhodla v programu Komerční orbitální dopravní služby (Commercial Orbital Transportation Services, COTS) z roku 2006 podpořit privátní společnosti ve vývoji osobních i nákladních lodí pro dopravu k ISS. Program byl vyhlášen 18. ledna 2006. Ve lhůtě pro podání nabídek v březnu 2006 se přihlásilo více než 20 zájemců, z nichž NASA v květnu téhož roku vybrala šest semifinálových návrhů k dalšímu hodnocení: podaly je společnosti SpaceX, Andrews Space, t/Space (Transformational Space Corporation), Rocketplane Kistler (RpK), Spacehab a SpaceDev. A 18. srpna 2006 bylo oznámeno, že v první fázi programu COTS zvítězily firmy SpaceX a RpK, které dostanou příležitost demonstrovat počínaje rokem 2008 svou schopnost dopravovat náklad k ISS.
V září 2007 NASA vypověděla smlouvu COTS s RpK poté, co se společnosti nepodařilo splnit jeden z milníků spočívající v získání dostatečných soukromých finančních zdrojů do 31. července 2007. Tím se uvolnilo 175 z 207 milionů dolarů z rozpočtu COTS přidělených společnosti RpK a mohly tak být přiděleny jiné společnosti nebo společnostem.
NASA 22. října 2007 vyzvala k předkládání návrhů na využití těchto prostředků se lhůtou pro podání nabídek 21. listopadu 2007. Vítězem druhého kola výběru z nejméně sedmi zájemců se v únoru 2008 stala společnost Orbital Sciences Corporation, která byla neúspěšným uchazečem v prvním kole. Z prohlášení NASA o výběru vyplynulo, že Orbital porazil očekávaného favorita, společnost Boeing, kvůli očekávaným nižším nákladům a kvůli výhodám svého nového nosiče střední třídy Taurus II. Společnosti Andrews, PlanetSpace a Spacehab byly z výběru vyřazeny z důvodu obav o financování.

## Předváděcí lety

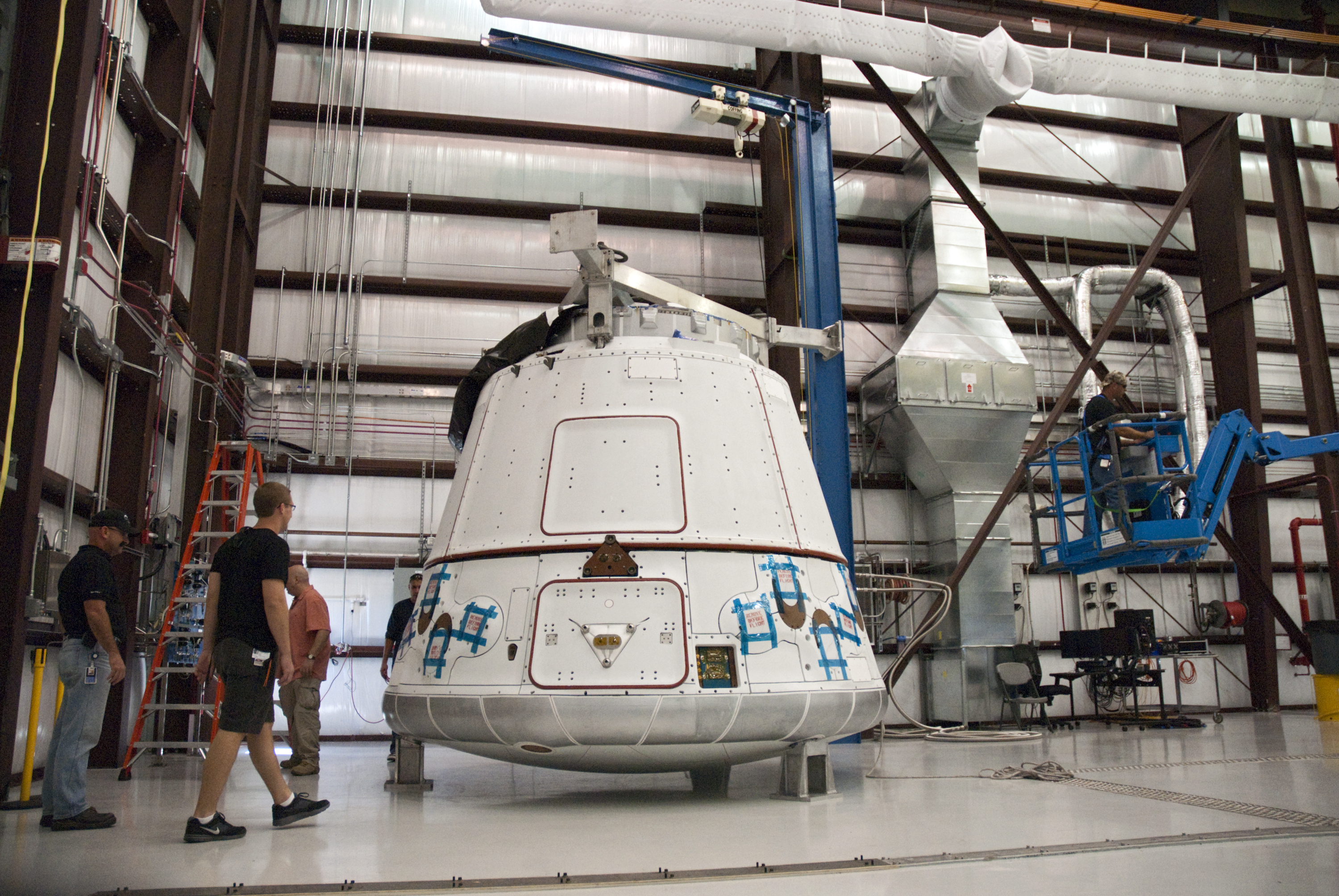
Loď SpaceX Dragon pro druhý demonstrační let

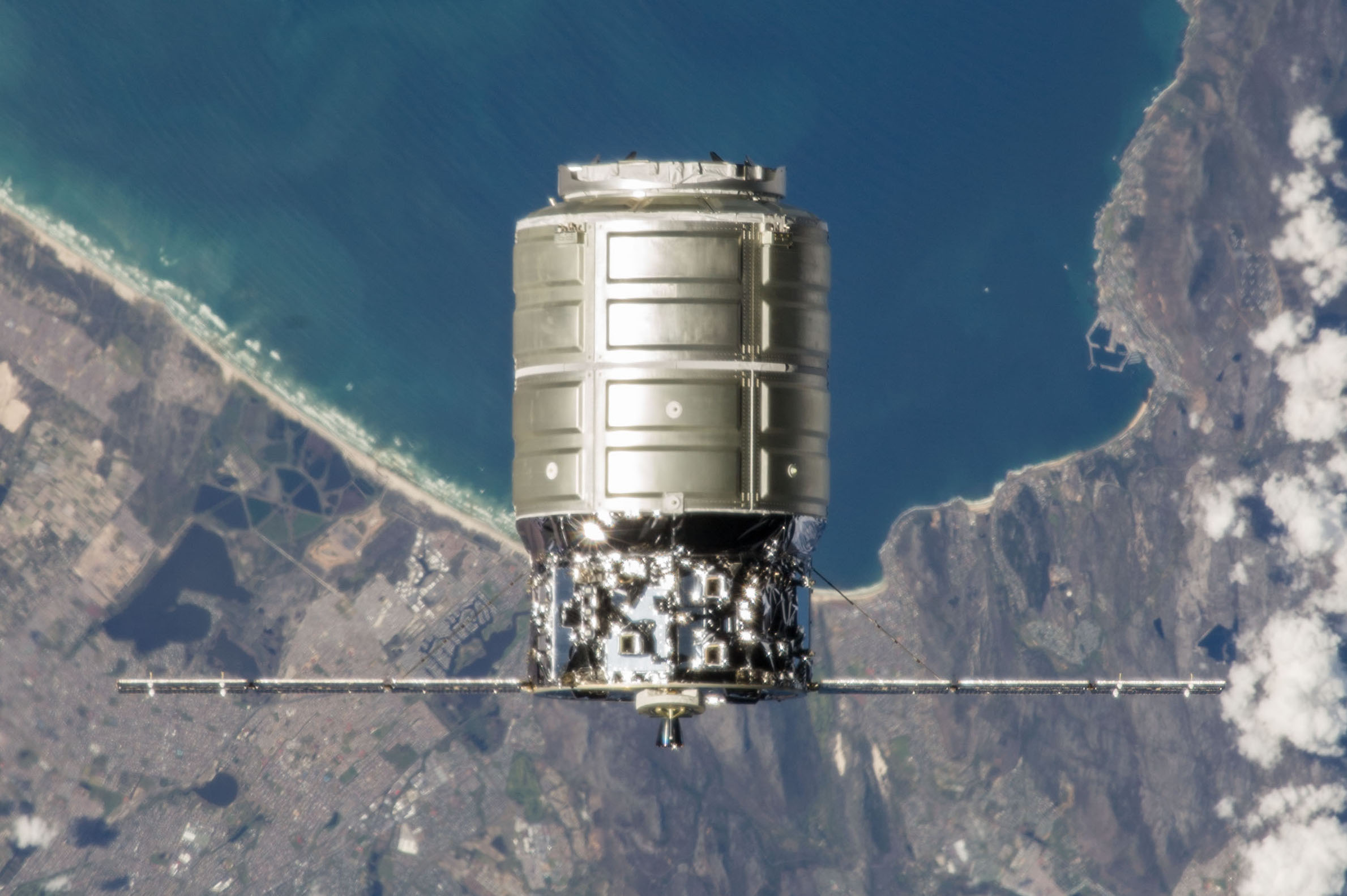
Loď Cygnus na demonstrační misi Orb D-1

První let s označením COTS Demo Flight 1, se uskutečnil 8. prosince 2010 a prokázal schopnost modulu Dragon společnosti SpaceX zůstat na oběžné dráze, přijímat a reagovat na pozemní povely a komunikovat se satelitním systémem NASA pro sledování a přenos dat. Společnost SpaceX pak 15. srpna 2011 oznámila, že NASA spojila cíle druhého a třetího předváděcího letu do jediné mise. Ta pod označením COTS Demo Flight 2 začala 22. května 2012 a úspěšně dopravila na ISS 525 kilogramů nákladu. Loď Dragon se od ISS odpojila 31. května, přistála v Tichém oceánu a byla vyzvednuta. SpaceX tak splnila požadavky programu COTS a mohla v říjnu 2012 začít plnit své závazky k NASA prvním řádným startem SpaceX CRS-1.
Společnost Orbital Sciences svůj předváděcí let uskutečnila 21. dubna 2013, kdy z kosmodromu Mid-Atlantic Regional Spaceport poprvé vypustila raketu Antares s lodí Cygnus Orb-D1 s testovacím nákladem. K prvnímu řádnému letu pak Cygnus Orb-1 odstartoval 9. ledna 2014.

## Závěr programu
Program COTS byl úspěšně ukončen v listopadu 2013 poté, co obě společnosti, SpaceX a Orbital Sciences, navrhly a postavily dvě nové kosmické lodi a vynesly je do vesmíru novými raketami. NASA v květnu 2014 vydala závěrečnou zprávu, v níž program vyhodnotila a komentovala poučení, která jí program přinesl.
Na COTS bylo původně vyčleněno 500 milionů dolarů – 3 % pro NASA na řízení programu a dále 278 milionů dolarů pro SpaceX a 207 milionů dolarů pro Rocketplane Kistler (RpK). Po vyřazení RpK připadla nevyčerpaná částka ve výši 170 milionů dolarů společnosti Orbital Sicences. Ve finančním roce 2011 americký Kongres navýšil celkový rozpočet COTS na 788 milionů dolarů včetně 7% podílu NASA. Po doplnění dalších milníků dosáhly celkové příjmy pro SpaceX 396 milionů dolarů a pro Orbital Sciences 288 milionů dolarů. NASA vyčíslila, že zúčastněné firmy do vývoje investovaly 1 miliardu dolarů ze svých vlastních prostředků.

## Vztah k programům Cargo Resupply Services a Commercial Crew Program
Program COTS souvisel s programem Commercial Resupply Services (CRS) jen volně – zatímco COTS se týkal vývoje kosmických lodí, za který soukromé společnosti obdržely od NAS plnění po dosažení předem určených milníků, smlouvy CRS závazně objednávaly a objednávají pro NASA konkrétní lety a společnosti byly a jsou odměňovány za jejich provedení.
NASA také zkušenosti získané v úspěšném programu COTS rozvinula v navazujících iniciativách Vývoj komerčních lodí s posádkou (Commercial Crew Development, CCDev) z roku 2010 a Program komerčních lodí s posádkou (Commercial Crew Program, CCP), které vedly k vývoji komerčních pilotovaných lodí Crew Dragon společnosti SpaceX, Starliner společnosti Boeing a Dream Chaser společnosti. Společnost SpaceX své lodi v roce 2020 uvedla do rutinního užívání.